# Mars Reconnaissance Orbiter
Mars Reconnaissance Orbiter (MRO) är en rymdsond som USA sände upp den 12 augusti 2005 och som gick in bana runt Mars den 10 mars 2006. MRO ska enligt planerna rekognoscera och utforska Mars under två jordår för att förbereda inför kommande expeditioner. Om farkosten fungerar bra kommer uppdraget förmodligen förlängas ett flertal år. I november 2006 påbörjade MRO sin vetenskapliga fas (Primary Science Phase) då data började samlas in med avsevärt större hastighet än tidigare.
MRO kommer, om allt går väl, skicka tillbaka mer data från Mars än samtliga uppdrag hittills och förväntas avancera våra kunskaper om den röda planeten avsevärt. Den kommer att bana väg för framtida utforskning och ansluter sig till de fyra andra rymdfarkoster som för tillfället studerar Mars: Mars Express, Mars Odyssey och de två Mars Exploration Rovers. 

## Teknisk specifikation
MRO monterades på Lockheed Martin Space Systems i Denver, Colorado. Instrumenten konstruerades vid Jet Propulsin Laboratory, University of Arizona, Johns Hopkins University, Agenzia Spaziale Italiana och Malin Space Science Systems. Materialet är till största delen kolfiber och aluminium. Största delen av volymen och massan upptas av den av titan tillverkade bränsletanken, som ger farkosten dess hållfasthet. Den totala kostnaden var 720 miljoner USD (ca 5 miljarder svenska kronor).

### Energikälla

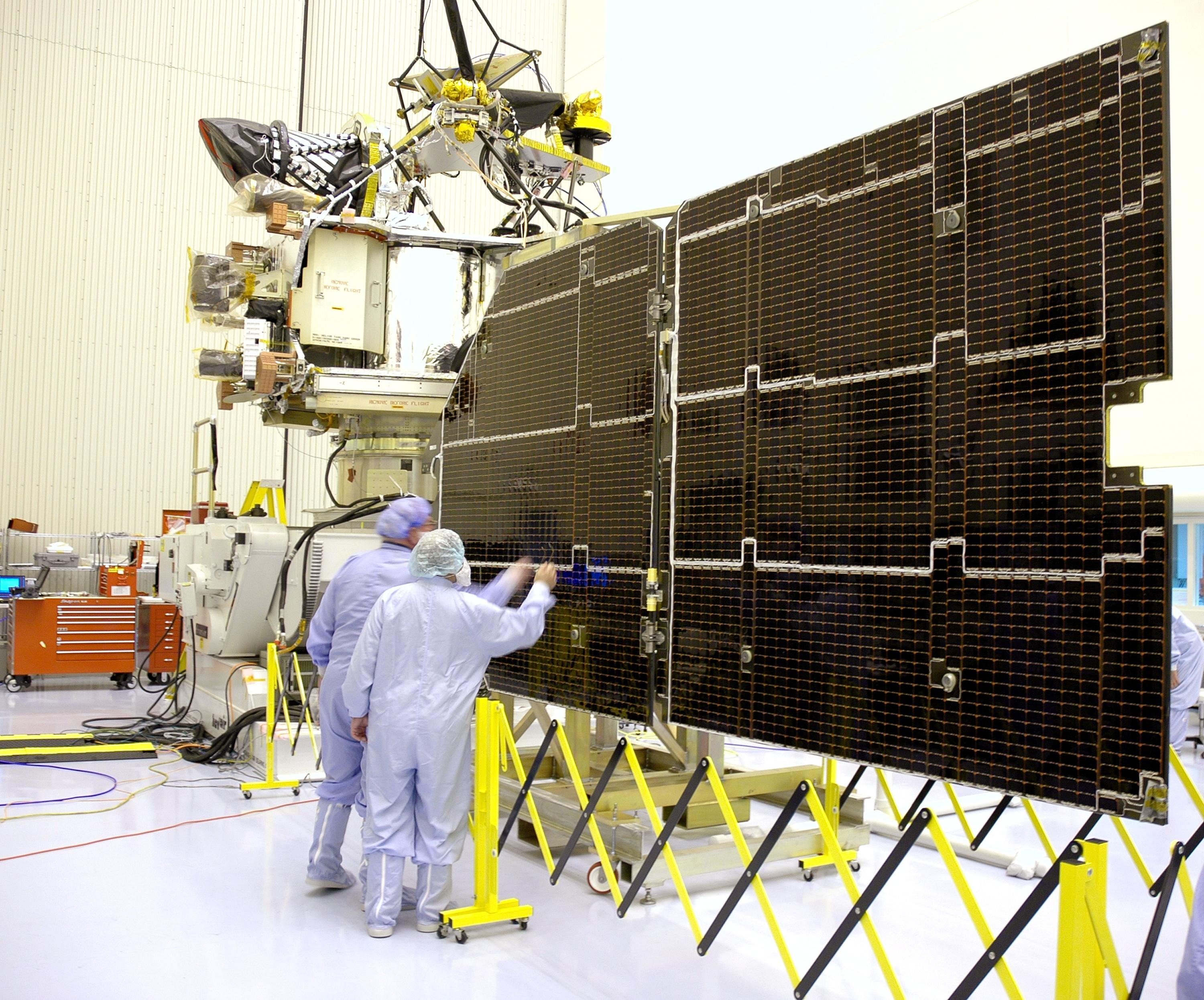
Mars Reconnaissance Orbiters solpaneler

MRO får all sin elektriska energi från två solpaneler som kan roteras individuellt. Varje solpanel mäter 5,35 × 2,53 meter och är täckt med 3744 fotoceller. Dessa celler kan omvandla mer än 26% av solens energi direkt till elektricitet. De två panelerna kan generera 2000 watt tillsammans vid Mars. På jordens avstånd från solen hade de kunnat generera 6000 watt på grund av den starkare solstrålningen.
MRO har två uppladdningsbara nickel-metallhydridbatterier som kan användas när farkosten inte är vänd mot solen. Varje batteri kan lagra 50 Ah.

### Kommunikationssystem
Kommunikationen sköts av en stor antenn som sänder data via Deep Space Network på frekvensen 8 GHz och 32 GHz för högre dataöverföring. Maximal överföringshastighet från Mars förväntas vara 6 Mbit/s, tio gånger högre än tidigare farkoster som kretsar kring Mars. Farkosten innehåller två (varav en reserv) 100 watts förstärkare för 8 GHz-bandet, en 35 watts förstärkare för 32 GHz-bandet och två transponders.

## Vetenskapligt uppdrag
Med början i november 2006 kommer MRO att bedriva forskning i två jordår. Ett av färdens huvudmål är att kartlägga det marsianska landskapet med högupplösningskameror för att kunna välja landningsplatser för framtida landare och rovers. MRO kommer också att använda sina instrument ombord för att kunna studera Mars klimat, väder, atmosfär och geologi och man kommer att leta efter spår av vatten vid polerna och under ytan. Dessutom kommer man att leta efter de saknade Mars Polar Lander och Beagle 2. Efter dess huvuduppdrag är slutfört kommer den att utföra ett utökat uppdrag bestående i att använda sitt kommunikations- och navigationssystem för framtida expeditioner.
Sex vetenskapliga instrument ingår i expeditionen tillsammans med två system som använder data från olika subsystem. Tre teknologiexperiment kommer att testa ny utrustning för framtida farkoster.

### HiRISE

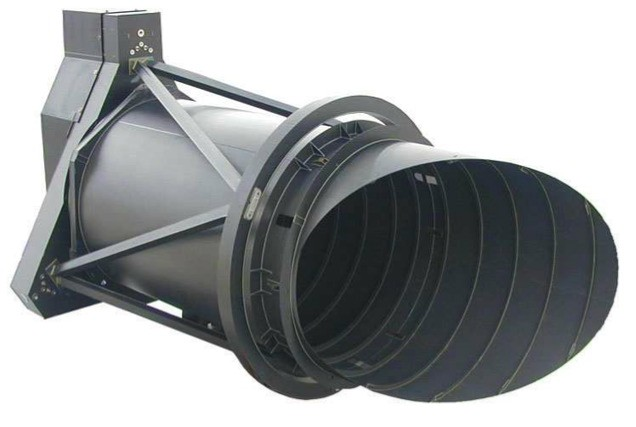
HiRISEs kamerastruktur

High Resolution Imaging Science Experiment-kameran är ett 0,5 meter stort reflexionsteleskop, som har en upplösning på 1 microradian eller 0,3 meter från 300 000 meters höjd. HiRISE samlar in bilder i tre olika färgband, 400–600 nm (blå-grön), 550–850 nm (rött) 800–1000 nm (infrarött). Dessa bilder kommer att vara tillgängliga för allmänheten på HiRISE:s webbplats i ett filformat som kallas JPEG 2000. För att kunna undersöka potentiella landningsställen kan HiRISE producera bildpar från vilka topografin kan bestämmas med en noggrannhet på 0,25 meter. Den har bland annat tagit denna bild på den 128 km stora kratern Barnard.

### Andra kameror
Context Imager (CTX) ger gråskalebilder på området 500-800 nm, upp till 40 km breda med en upplösning på 6 meter per pixel. CTX ska samarbeta med HiRISE och CRISM för att ge en sammanhangsbild av de områden som undersöks.
Mars Color Imager (MARCI) är en vidvinkel-, lågupplösningskamera som tar kort på Mars i fem synliga och två ultravioletta band. Varje dag tar MARCI 84 bilder och producerar en global karta med en upplösning på mellan 1 och 10 km per pixel. Detta kommer att utgöra en daglig väderleksrapport för Mars och kommer att hjälp till att kartlägga dess vädervariationer, närvaron av vattenånga och ozon i atmosfären.

### CRISM

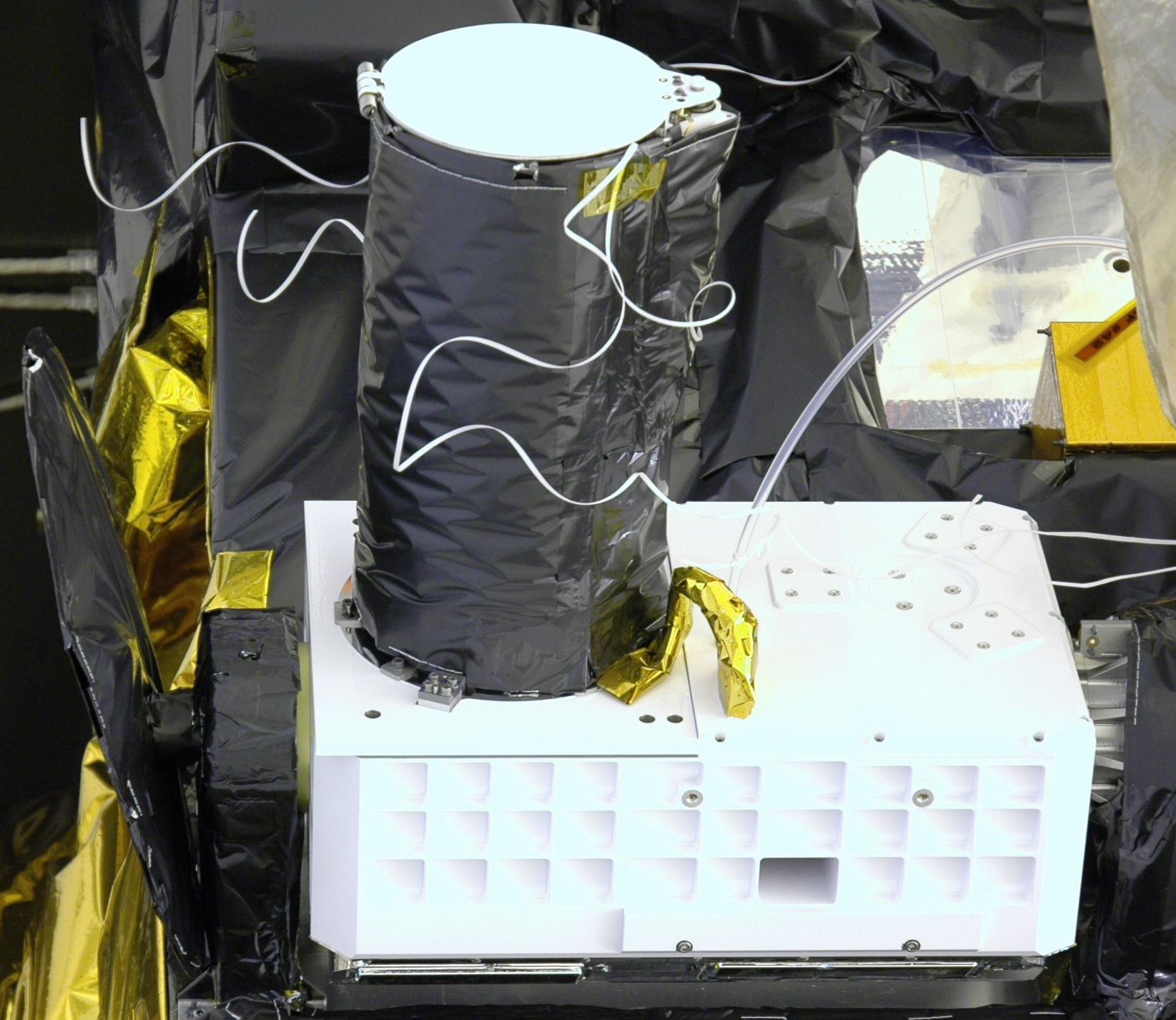
CRISM:s instrument.

Compact Reconnaissance Imaging Spectrometer for Mars (CRISM) är en spektrometer som kommer att ge detaljerade kartor över Mars mineralogi. Den mäter i området 370–3920 nm i 544 kanaler som är 6,55 nm breda. CRISM kommer att användas till att identifiera mineraler och kemikalier som kan indikera existensen av vatten på Mars.

### SHARAD
MRO:s Shallow Subsurface Radar (SHARAD) är ett experiment designat för att undersöka den interna strukturen av Mars polarkalotter. Den samlar in planetvid information om lager av is under marken, stenar och kanske flytande vatten som kan vara åtkomligt från ytan. SHARAD använder sig av högfrekvensradiovågor mellan 15 och 25 MHz vilket tillåter den en vertikal upplösning så tunn som 7 meter ner till ett maxdjup på 1 km. Den horisontella upplösningen är 0,3 gånger 3 km. SHARAD planeras användas tillsammans med Mars Express radar MARSIS som kan se på ett större djup men har sämre upplösning. Både SHARAD och MARSIS konstruerades av den Italienska rymdstyrelsen (Agenzia Spaziale Italiana)

### MCS
Mars Climate Sounder (MCS) är en spektrometer med en synlig/nära infraröd kanal (0,3 till 3,0 μm) och åtta infraröda kanaler (12 till 50 μm). Dessa kanaler valdes för att mäta temperatur, tryck, luftfuktighet och stoftdensitet. MCS kommer producera dagliga väderrapporter om det Marsianska vädret.